# Vaggan
Vaggan (originaltitel: Cat's Cradle) är en roman från 1963 av Kurt Vonnegut. I denna berättelse visar Vonnegut hur enkelt man kan bygga en hel religion på lögner, bara målgruppen är mottaglig. 
Målgruppen i detta fall är invånarna på ön San Lorenzo någonstans i världen. Ön har ingenting, dess invånare är ingenting - ända tills Bokonon kommer till ön med sin religion Bokononismen. Bokononismen bygger i sak på att man som religiös ledare har rätt att frisera sin verklighetbeskrivning så att den passar målgruppens behov. Bokonons tolkning av Giv kejsaren vad kejsaren tillhörer blir till exempel Strunta i Caesar. Han har i alla fall ingen aning om vad som pågår.
Bokonon vägrar förstås att erkänna att hans religion bygger på lögner. Istället döper han sina verklighetsförvanskningar till "Foma", som betyder "lögn" men ändå inte. Anledningen till detta är det enligt honom är bättre att leva ett värdigt liv byggt på en lögn än ett ovärdigt liv byggt på sanning i någon form. Han baserar detta på sin tolkning av skapelseberättelsen:
Gud skapade allt av dy. Dyn som blev Människan reste sig och såg sig förvånat omkring. Undrade "Vad är meningen med allt detta?". Gud, som var på väg iväg, stannade konfunderad mitt i steget. Vände sig om. Undrade: "Måste allting ha en mening?" "Jaa, ....." sade människan. "Då överlåter jag åt dej att hitta på en." sade Gud. Och gick sin väg.
Parallellt innehåller romanen en berättelse om forskaren Felix Hoenikker, som uppfinner Is-nio på uppdrag av amerikanska krigsmakten. Is-nio är en polymorf av is med delvis andra egenskaper än vanlig is, och bidrar tillsammans med Bokononismen till den katastrof som Vonnegut så skickligt avslutar berättelsen med.
Två karaktärer i romanen har fått ge namn åt en småplanet i det yttre av solsystemet och dess måne.